# Quantenlithographie
Als Quantenlithographie werden photolithographische Verfahren bezeichnet, die die quantenmechanischen Eigenschaften des Photonenfelds ausnutzen, um eine gegenüber den herkömmlichen („klassischen“) Verfahren verbesserte Leistungsfähigkeit zu erreichen und insbesondere das Beugungslimit des Auflösungsvermögens zu überwinden. Das Konzept wurde 1999 von Jonathan Dowling und Mitarbeitern vorgeschlagen. Die Realisierung beschränkt sich bisher (Stand 2018) auf proof-of-principle-Experimente.

## Prinzip der Quantenlithographie
Der wesentliche Vorteil von Quantenlithographieverfahren ist, dass sie es erlauben, die erreichbare Auflösung für Licht gegebener Wellenlänge zu erhöhen. In der klassischen Photolithographie ist die Auflösung durch das Rayleigh-Kriterium auf Strukturen von der Größenordnung der Wellenlänge begrenzt. So setzt zum Beispiel die immer kleinere Strukturgröße in der Massenproduktion von Computerchips zunehmend die Verwendung von Strahlung kürzerer Wellenlängen voraus (von Ultraviolett- bis zur Röntgenstrahlung), was zu großen Kostensteigerungen für die bildgebenden Systeme führt.
Um das Beugungslimit bei gleichbleibender Wellenlänge zu unterschreiten, nutzt die Quantenlithographie eine Kombination von zwei Effekten aus, die in den klassischen Verfahren keine Rolle spielen: zum einen nicht-klassische (meist verschränkte) Zustände des Lichtfelds und zum anderen spezielle Fotolacke, die (bei der betrachteten Wellenlänge) nur Mehrphotonenabsorption zeigen.
In der Photolithographie wird eine geometrische Struktur mittels Licht von einer Fotomaske auf ein lichtsensitives Material übertragen, das sich aufgrund der Beleuchtung chemisch verändert (und dann z. B. durch Ätz- oder Beschichtungsverfahren weiterverarbeitet). Wenn die Lichtsensitivität auf Einphotonenabsorption beruht, werden die so übertragenen Strukturen durch die Intensität des Lichts (auf der Oberfläche des Materials) bestimmt. Die Intensität variiert typischerweise auf Längenskalen der Wellenlänge des verwendeten Lichts, z. B. erzeugen zwei gegenläufige ebene Wellen mit Wellenlänge {\displaystyle \lambda } und Kreiswellenzahl {\displaystyle k=2\pi /\lambda } ein Intensitätsmuster („Inteferenzstreifen“) der Form {\displaystyle I(x)\propto (1+\cos(2kx))}, das heißt, der Abstand zwischen zwei benachbarten Maxima beträgt {\displaystyle \lambda /4}. Dagegen hängt die Wahrscheinlichkeit von Zwei-Photonen-Absorption vom Quadrat der Intensität des Lichtfelds ab, was zu einem Muster proportional zu {\displaystyle (1+\cos(2kx))^{2}} führt, d. h., das Muster enthält auch Komponenten, die sich mit {\displaystyle \cos(4kx)} ändern, was eine verbesserte Ortsauflösung ermöglichen könnte. Allerdings treten sie immer zusammen mit langsamer variierenden Termen ({\displaystyle \propto \cos(2kx)}) auf und erlauben keine verbesserte Auflösung. Dazu müsste man die langsameren Terme eliminieren.
Im ursprünglichen Vorschlag für Quantenlithographie erfolgt das über die Verwendung verschränkter Photonen im einfallenden Lichtfeld. Nach dem Vorschlag von Boto und Mitarbeitern wird ein {\displaystyle N}-Photon-Absorber und ein verschränkter Zustand mit {\displaystyle N} Photonen in zwei Feldmoden verwendet, der eine kohärente Überlagerung zwischen dem Zustand mit allen Photonen in der ersten bzw. allen in der zweiten Mode beschreibt
{\displaystyle \vert N00N\rangle =\left(\vert N\rangle _{1}\vert 0\rangle _{2}+\vert 0\rangle _{1}\vert N\rangle _{2}\right)/{\sqrt {2}}.}
Diese sogenannten N00N-Zustände können zu Interferenzmustern mit einer charakteristischen Längenskala des {\displaystyle N}ten Teils der verwendeten Wellenlänge führen, da die relative Phase zwischen den interferierenden Pfaden (die für die Interferenzmuster maßgeblich und umgekehrt proportional zur Wellenlänge {\displaystyle \lambda } ist) mit einem Faktor {\displaystyle N} multipliziert wird.
Boto et al. betrachteten, wie oben beschrieben, zwei parallel zur Ebene entgegengesetzt zueinander propagierende Moden mit Wellenzahl {\displaystyle k}. Das Interferenzmuster für {\displaystyle N}-fach-Koinzidenzen wird dann durch einen {\displaystyle \cos ^{2}(Nkx)}-Term bestimmt, d. h. es weist eine Auflösung von {\displaystyle \lambda /N} auf. Insbesondere treten aufgrund der Verwendung der verschränkten Photonen die niedrigfrequenteren Terme nicht auf, womit eine {\displaystyle N}-fach bessere Ortsauflösung möglich wird. Das heißt, dass man zum Beispiel mit einem 10-Photonen-N00N-Zustand und rotem Licht ({\displaystyle \lambda =650\,\mathrm {nm} }) dieselbe Auflösung erreichen könnte wie mit klassischer extremer UV-Strahlung ({\displaystyle \lambda =65\,\mathrm {nm} }).
Die Quantenlithographie steht in enger Beziehung zu den Feldern der Quanten-Bildgebung (quantum imaging), Quantenmetrologie und der Quantensensorik.

## Zur Praktikabilität und Effizienz des Verfahrens
Sowohl die verwendeten {\displaystyle N00N}-Zustände als auch die {\displaystyle N}-Photon-Absorbermaterialien stellen eine große (und mit wachsendem {\displaystyle N} zunehmend schwierige) Herausforderung dar. Zudem stellt sich die Frage, wie effizient der Prozess ist, d. h., welcher Bruchteil der verwendeten Photonen tatsächlich für die gewünschten Prozesse zur Verfügung steht und wie die notwendige Belichtungszeit mit {\displaystyle N} skaliert. Wie Steuernagel 2003 anmerkte, liegt dem Vorschlag von Boto et al. auch die Annahme zugrunde, dass sich die {\displaystyle N} Photonen auch gemeinsam ausbreiten, d. h., dass wenn ein erstes Photon zur Zeit {\displaystyle t} am Ort {\displaystyle x} absorbiert wird, die übrigen zur selben Zeit am selben Ort eintreffen. Wenn diese Annahme nicht erfüllt ist, tritt die Superauflösung nur dann auf, wenn zufällig alle Photonen am selben Ort ankommen, was zu einer mit {\displaystyle N} exponentiell abnehmenden Effizienz führt. Wie von Kothe und Mitarbeitern analysiert, weisen bisher durchgeführte Experimente darauf hin, dass die Photonen nicht immer gemeinsam eintreffen. Dagegen wird allerdings angeführt, dass die pessimistischen Analysen dieser Frage stark vereinfachte Annahmen über den raum-zeitlichen Charakter der {\displaystyle N}-Photonen-Wellenfunktion machen und eine realistischere Betrachtung zu einer verbesserten Koinzidenzrate führen kann. Diese Frage ist weiterhin Gegenstand aktueller Forschung.
Während der ursprüngliche Vorschlag nur eindimensionale Strukturen betrachtete, konnte in späteren Arbeiten gezeigt werden, dass das Verfahren es im Prinzip erlaubt, beliebige zweidimensionale Strukturen mit der quantenmechanisch verbesserten Auflösung zu definieren.
Stand 2018 ist nicht klar, ob die Quantenlithographie zu einer praktisch relevanten Technologie entwickelt werden kann, das Potential dieser Quantentechnologie wird aber auch von der Industrie gesehen.

## Experimentelle Realisierung
Die ersten Experimente zur Quantenlithographie haben demonstriert, dass es die vorhergesagte Superauflösung tatsächlich gibt, allerdings handelt es sich bisher um reine Demonstrationsexperimente, die insbesondere nicht mit {\displaystyle N}-Photonen-Absorbern durchgeführt wurden, sondern solche Prozesse mittels Photonenkoinzidenzzählern simulierten.

## Quantenlithographie mit klassischem Licht
Neue Vorschläge zur Realisierung von Quantenlithographie können auch mit „klassischem Licht“ realisiert werden, wenn die Atome im Material hinreichend lange Kohärenzzeiten aufweisen. Die theoretischen Vorschläge basieren auf Mehrphotonen-Absorptions- und -Emissionsprozessen und zeigen, dass es damit möglich ist, die Atome mit einer ortsabhängigen Wahrscheinlichkeit {\displaystyle P(x)} in einen angeregten internen Zustand {\displaystyle e} zu versetzen, wobei die Wahrscheinlichkeit {\displaystyle P_{e}(x)} über Distanzen, die nur einem Bruchteil der verwendeten optischen Wellenlängen entsprechen, zwischen 0 und 1 variiert. Damit können dann herkömmliche lithographische Verfahren, die z. B. nur Atome im internen Zustand {\displaystyle e} betreffen, eine durch die Ortsabhängigkeit von {\displaystyle P_{e}(x)} bestimmte Strukturgröße erreichen.
Nach einem Vorschlag von 2006 werden Atome, die vier für den Prozess relevante Energieniveaus (Energieeigenzustände) aufweisen, derart mit off-resonantem Licht der vier Frequenzen {\displaystyle \nu _{\pm }} und {\displaystyle \omega _{\pm }} getrieben, dass die beiden führenden resonanten Prozesse der Absorption von zwei Photonen der Frequenz {\displaystyle \nu _{+}} und der Emission eines Photons der Frequenz {\displaystyle \omega _{+}} bzw. von zwei Photonen der Frequenz {\displaystyle \nu _{-}} und der Emission eines Photons der Frequenz {\displaystyle \omega _{-}} entsprechen. Da die Absorption immer paarweise erfolgt, lassen sich so Strukturen der halben zu {\displaystyle \nu _{+}} bzw. {\displaystyle \nu _{-}} gehörenden Wellenlänge schreiben. Das Verfahren lässt sich zu Prozessen, die auf {\displaystyle N}-Photonen-Absorption basieren und damit entsprechend höhere Auflösung aufweisen, verallgemeinern.
Ein Vorschlag von 2010 verwendet nur zwei interne Zustände. Der Übergang zwischen Grundzustand {\displaystyle a} und angeregtem Zustand {\displaystyle b} wird durch kohärentes Licht resonant getrieben, was zu Rabi-Oszillationen zwischen den beiden Zuständen führt. Die Frequenz dieser Oszillation (die „Rabi-Frequenz“ {\displaystyle \Omega (x,t)}) ist proportional zur elektrischen Feldstärke und damit orts- und zeitabhängig, z. B. {\displaystyle \propto \cos(kx)} für eine Stehwelle. Ist die Feldstärke des Lichts groß genug (bzw. die Dauer des Pulses lang genug), dass stark gekoppelte Atome mehrere vollständige Rabi-Oszillationen vollführen (d. h., wenn der Winkel {\displaystyle \textstyle \Theta (x)=\int _{0}^{\infty }\Omega (x,s)ds} viel größer als {\displaystyle \pi } ist), lassen sich wiederum Strukturen unterhalb des Beugungslimits schreiben. Im Fall der Stehwelle findet man {\displaystyle \Theta (x)=\Theta _{0}\cos(kx)} und damit ist die Anregungswahrscheinlichkeit eines Atoms am Ort {\displaystyle x}, die durch {\displaystyle (1-\cos[\Theta (x)])/2} gegeben ist, stark nichtlinear abhängig vom Ort (über die Funktion {\displaystyle \cos[\Theta _{0}\cos(kx)]}). Die erreichbare Auflösung wächst linear mit dem maximalen Winkel {\displaystyle \Theta _{0}} an, d. h., mit der Zahl der kompletten Rabi-Oszillationen. Ein {\displaystyle \Theta _{0}=400} erlaubt eine Auflösung von einem Zehntel der Wellenlänge. Erste Demonstrationsexperimente in einem Gas kalter Atome zeigen eine Auflösung unterhalb eines Neuntels der Rayleigh-Grenze.
Dekohärenzprozesse, wie zum Beispiel der spontane Zerfall der beteiligten angeregten Zuständen, begrenzen in den beiden hier dargestellten Verfahren die erreichbare Auflösung.